# Presa di Portobelo (1601)
La presa di Portobelo (talvolta presa di Portobello) fu un evento militare della guerra anglo-spagnola nel quale una spedizione inglese al comando del corsaro William Parker assaltò e catturò Portobelo agli spagnoli, acquisendo del bottino e saccheggiando il luogo.

## Antefatto
La guerra con la Spagna continuava dal 1585 e numerose spedizioni piratesche inglesi erano andate a colpire le colonie spagnole nel Nuovo Mondo. Nel novembre del 1600 il corsaro inglese William Parker salpò da Plymouth al comando di una flottiglia composta dalla Prudence (100 tonnellate), dalla Pearl (60 tonnellate) comandata da Robert Rawlins, da una pinaccia e da due scialuppe per un totale di 200 uomini di ciurma. A Cubagua il gruppo ottenne un primo riscatto per il rilascio di navi di cacciatori di perle che aveva catturato in precedenza. Presso Cabo de la Veda catturarono una nave schiavista portoghese. Parker quindi guidò la sua flottiglia di 6 navi ad est e si avvicinò a Portobelo.

## L'assalto
Col favore della notte alle prime ore del mattino del 6 febbraio gli inglesi attaccarono ma i portoghesi risposero col fuoco proveniente dal nuovo forte di San Felipe sulla sponda nord.
Gli inglesi riuscirono ad ogni modo a sbarcare un'avanguardia di quasi quaranta uomini dalle loro scialuppe. Parker e i suoi uomini riuscirono ad entrare in città da sud senza opposizioni dal momento che il castello di Santiago de la Gloria era posizionato troppo lontano per offrire una qualsiasi protezione all'abitato. In breve tempo gli inglesi riuscirono a prendere il controllo del porto.
I 100 spagnoli posti a difesa col governatore Pedro Meléndez poterono fare ben poco. Vi fu un piccolo scontro presso la tesoreria locale dove quaranta spagnoli rimasero uccisi o catturati. Gli inglesi furono in grado di spingere il resto delle truppe spagnole lontano dalla città con poche perdite. Alla fine del giorno ad ogni modo Parker riuscì ad assicurarsi il controllo del posto ed a porvi i suoi uomini. Circa 30 prigionieri spagnoli vennero trovati sul posto, oltre al governatore ed a diverse personalità chiave dell'amministrazione locale. Gli inglesi iniziarono a prepararsi al contrattacco spagnolo che però non avvenne mai.

## Conseguenze
Parker poté tenere il villaggio per solo 24 ore ed il giorno successivo iniziò a fare i bagagli. Ad ogni modo riuscì a trovare un notevole bottino oltre a tre navi che catturò nel porto. Parker quindi fece saccheggiare il villaggio e mettere a ferro e fuoco il sobborgo di Triana. Oltre al bottino vennero raccolti dei cannoni e Parker quindi si ritirò rilasciando i prigionieri.
Gli inglesi riuscirono a recuperare un totale di 10 000 ducati dalla spedizione come bottino. Parker, salpò quindi alla volta dell'Inghilterra dove giunse nel maggio del 1601, sbarcando a Plymouth da dove era partito. Alla fine di settembre di quello stesso anno divenne sindaco della città. Diventerà in seguito uno dei soci fondatori della Virginia Company nel 1606.